# Lithospermum hintoniorum
Lithospermum hintoniorum är en strävbladig växtart som beskrevs av Billie Lee Turner. Lithospermum hintoniorum ingår i släktet stenfrön, och familjen strävbladiga växter. Inga underarter finns listade i Catalogue of Life.